# ناحیه ون بورن، شهرستان پلاسکی، ایندیانا
ناحیه ون بورن، شهرستان پلاسکی، ایندیانا (به انگلیسی: Van Buren Township, Pulaski County, Indiana) یک سکونتگاه مسکونی در ایالات متحده آمریکا است که در شهرستان پلاسکی، ایندیانا واقع شده‌است.

## خصوصیات
ناحیه ون بورن ۹۱۱ نفر جمعیت دارد و ۲۲۱ متر بالاتر از سطح دریا واقع شده‌است.